# Ігла-1
Ігла-1 (індекс ГРАУ — 9K310, за класифікацією НАТО — SA-16 Gimlet, з англ. — "буравчик") — радянський переносний зенітний ракетний комплекс, розроблений і прийнятий на озброєння Збройних Сил СРСР в 1981 році. Для стрільби по повітряним цілям застосовуються зенітні керовані ракети 9М313 та 9М313-1. Вартість однієї ракети в пусковій трубі заводського виготовлення приблизно відповідала вартості радянського серійного легкового автомобіля, у зв'язку з чим, стосовно бойових пусків ракет у зенітно-ракетних підрозділах різних родів військ і служб був жартівливий вираз «вистрілити легковиком у повітря».
В Україні налагоджено виробництво модернізованого варіанту цього ПЗРК —  «Ігла-1М».

## Історія
Розробка ПЗРК «Ігла» почалася в 1971 р., проте доведення ряду елементів цього ПЗРК затягнулося за часом понад передбачений план постановки на озброєння, через це у 1981 р. на озброєння було прийнято спрощений варіант комплексу — ПЗРК «Ігла-1». 
Створення
Випробування
Спільні випробування комплексу «Ігла-1» (у складі ракети в пусковій трубі, пускового механізму з наземним радіолокаційним запитувачем та переносного електронного планшета проводилися в період з 15 січня по 9 липня 1980 р. на Донгузькому полігоні (начальник полігону — В. І. Кулешов).) під керівництвом комісії, яку очолював Ю. І. Третьяков .
Прийняття на озброєння
Комплекс був прийнятий на озброєння Постановою ЦК КПРС та Ради Міністрів СРСР від 11 березня 1981 
Експорт
Перша офіційна презентація «Ігли-1» та «Стріли-2М» на міжнародному ринку озброєнь для зарубіжних замовників відбулася на міжнародній виставці озброєння та військової техніки DSA'90 (Defence Services Asia) у Куала-Лумпурі, Малайзія, 20-23 березня 1990 р.
Заміна
Офіційна заява вищого російського керівництва про заміну комплексів «Ігла-1» більш новими комплексами «Ігла» була опублікована в пресі в середині березня 1993

## Задіяні структури

### Розробка
У створенні ПЗРК брали участь такі структури: 
- Розробка комплексу та ракети — Конструкторське бюро машинобудування Міністерства загального машинобудування (КБМ МОМ), Коломна ; [7]
- Розробка теплової головки самонаведення — КБ заводу «Арсенал» ім. Фрунзе Міністерства загального машинобудування (КБАФ МОМ), Ленінград ; [8]
- Розробка запобіжно-виконавчого механізму — НДІ «Пошук» Міністерства оборонної промисловості, Муріно, Ленінградська обл. ; [9]
- Розробка твердого ракетного палива — НВО «Союз» Міністерства оборонної промисловості, Дзержинський, Московська обл. [10]

### Виробництво

#### СРСР / Росія
Серійне виробництво виробів 9K310, бойових та навчальних засобів комплексу в СРСР було налагоджено на Килимському збройовому заводі ім. В. А. Дегтярьова . Головки самонаведення випускало Ленінградське оптико-механічне об'єднання (ЛОМО),  тверде ракетне паливо вироблялося Заводом ім. Морозова . Планшет оператора (ПЕП) випускався Іжевським електромеханічним заводом Міністерства радіопромисловості (ІЕМЗ МРП), Іжевськ, Удмуртська АРСР .

#### Північна Корея
Випуск ліцензійного варіанту «Ігли-1» здійснюється на підприємствах північнокорейського військово-промислового комплексу.

#### Болгарія
Випуск ліцензійного варіанту «Голи-1» здійснюється на підприємствах болгарського військово-промислового комплексу.

#### КНР
У ході громадянської війни в Анголі китайські військові радники при регіональному апараті руху УНІТА в Заїрі отримали у своє розпорядження експортні моделі комплексу «Ігла-1», захоплені повстанцями в боях з частинами ФАПЛА, оснащених зазначеними засобами ППО для захисту від нальотів південноафриканської авіації. Після чого, комплекси були ретельно вивчені китайськими вченими та інженерами, виробництво контрафактної неліцензійної копії під міжнародним експортним індексом QW-1 (піньїнь скор. від «Цяньвей», с кит. — « авангард») було налагоджено на заводах Північнокитайської промислової корпорації..

#### Польща
Польська модифікація «Ігли-1» під назвою «Грім» випускається Скаржискокаменським машинобудівним заводом компанії Mesko S.A. Війська Польського та на експорт. Ракети та комплекси польського виробництва закуповують для своїх потреб Грузія, Індонезія, Литва та Японія.

#### Румунія
В Соціалістичній Республіці Румунія ліцензійне виробництво румунської модифікації (CA-94M) велося на Куджирському механічному заводі, ракети до нього випускалися на Плоєштинському електромеханічному заводі компанії S. C. Electromecanica Ploiești S. A. Для ідентифікації державної належності повітряних цілей операторами застосовуються радіолокаційні запитувачі власного виробництва Бакеуського авіаційного заводу компанії Aerostar S.A.. На відміну від запитувачів радянської моделі, інтегрованих в пусковий механізм, Румунський варіант поставляється окремо і переноситься стрільцем-зенітником в заплічному ранці разом з іншими елементами спорядження.

#### Україна
Центральне конструкторське бюро (ЦКЛ) «Арсенал» у Києві розробило власний модернізований варіант ПЗРК «Ігла-1» — «Ігла-1М» (виріб «336-24»), випуск якого здійснюється на виробничих потужностях заводу «Арсенал», там же здійснюється регламентне обслуговування та ремонт комплексів. «Ігла-1М» має нову головку самонаведення (ГСН), яка забезпечує ефективний захист від перешкод, створюваних ІЧ-пристроями, підвищену ймовірність ураження цілі, а головне – значне збільшення дальності стрільби по цілі на зустрічному курсі. Виробництво ДСП для удосконаленої головної частини ВГС УА-424 налагоджено Науково-виробничим комплексом «Прогрес». НВО «Павлоградський хімічний завод» виробляє тверде ракетне паливо власної розробки для спорядження ракетних двигунів.

## Пристрій

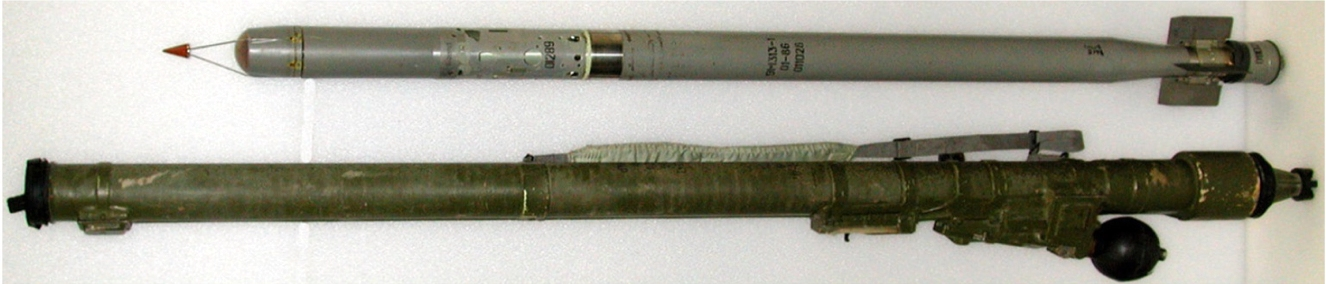
Пускова труба з пристикованим джерелом живлення (внизу) та ракета 9М313 (вгорі)

ПЗРК «Ігла-1» характеризується ідентичністю низки вузлів та деталей з ПЗРК «Ігла», зокрема, має єдині з нею двигун ракети та бойову частину, пусковий механізм та наземне джерело живлення. У ПЗРК «Ігла» застосовано нову оптичну головку самонаведення з логічним блоком селекції .

## Елементи комплексу

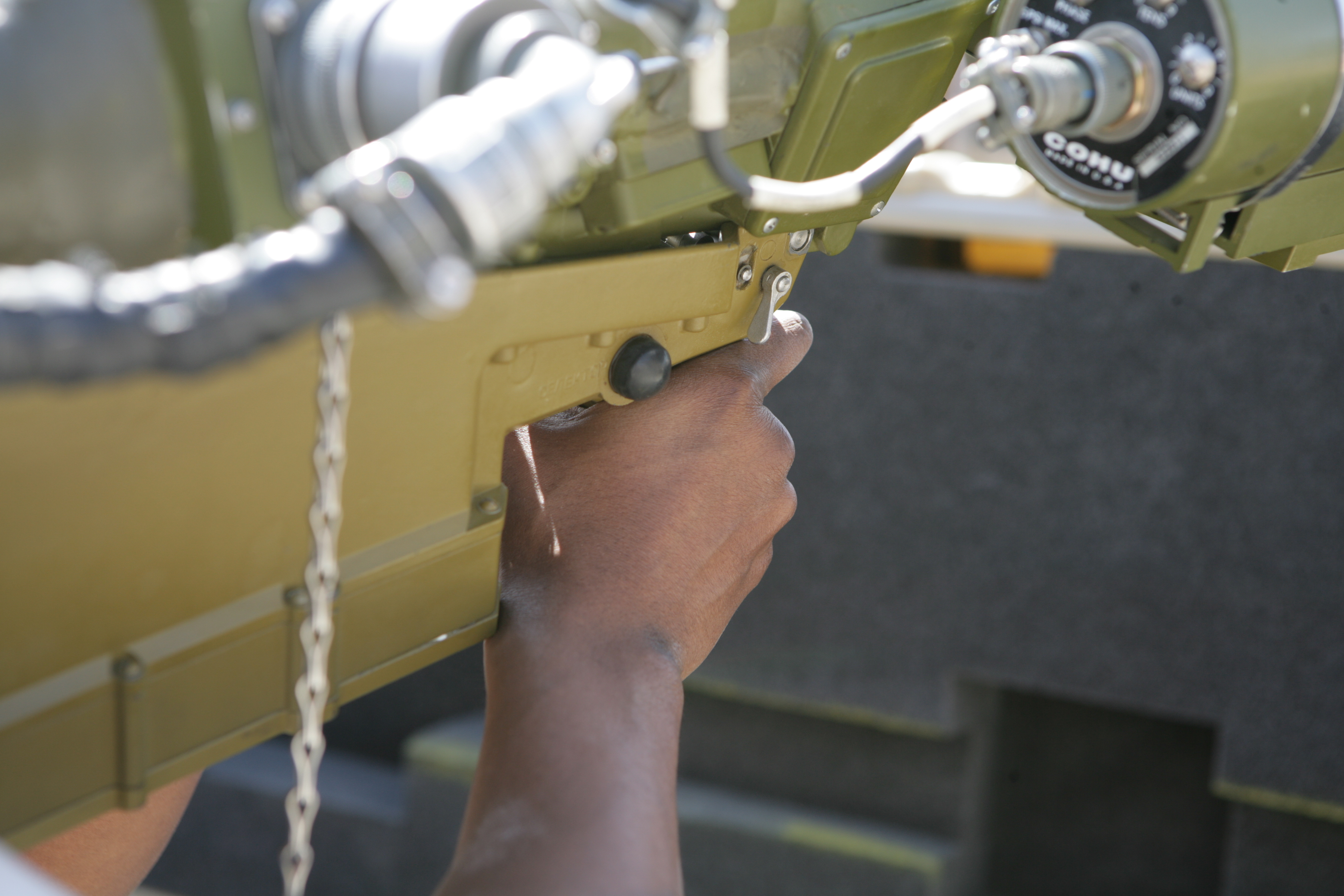
Універсальний пусковий механізм (ПМ) пристикований до тренажеру оператора для відпрацювання навичок військовослужбовцями КМП США, авіабаза «Юма», Аризона

Нижче перераховані бойові та навчальні засоби комплексу «Ігла-1» (у дужках жирним шрифтом наведено літерно-числові індекси ГРАУ конкретних виробів)
Бойові засоби
- Зенітна керована ракета (9М313) у пусковій трубі (9П322)
- Пусковий механізм (9П519)
- Наземний радіолокаційний запитувач (1Л14), вбудований у пусковий механізм
- Наземне джерело живлення
- Переносний електронний планшет (1Л15-1)

Навчальні засоби
- Тренажер оператора
- Пристрої сполучення

## Бойові можливості

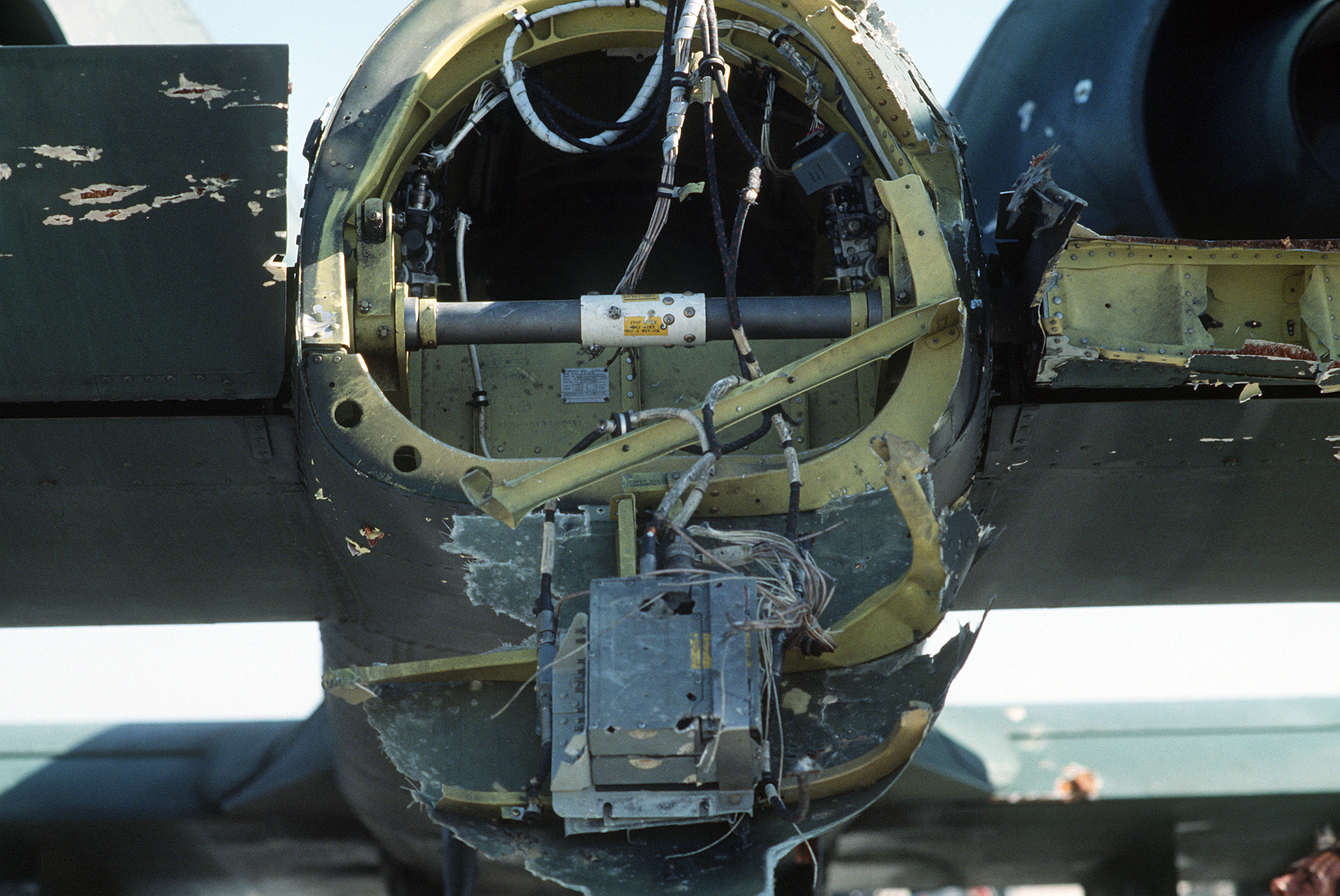
Наслідки застосування ЗУР 9М313 ПЗРК «Ігла-1» видимі у хвостовій частині фюзеляжу американського штурмовика A-10A після бойового вильоту в ході війни в Перській затоці: Пошкодження керма стабілізатора, праве кермо зруйноване. Сліди осколкових уражень на гондолі правого двигуна та правої консолі крила

На відміну від ПЗРК " Стріла-2 ", комплекс «Ігла-1» може вражати швидкісні цілі як на наздоганяючих, так і на зустрічних курсах. Робота оператора спрощена завдяки застосуванню вбудованої апаратури автоматичного розвороту ракети у вираховану точку на початковій ділянці траєкторії. Ракета автоматично наводиться на найуразливіші агрегати цілі .

## Тактико-технічні характеристики
- Вага ракети у пусковій трубі — 10,8 кг[4]
- Імовірність ураження однією ракетою цілі типу «реактивний винищувач»

- назустріч — 0,59 (59 %) за швидкості цілі 310 м/с 
- навздогін — 0,44 (44 %) за швидкості цілі 260 м/с 

- Максимальна швидкість польоту цілі

- назустріч — 360 м/с 
- вдогонку — 320 м/с 

- Верхня межа зони ураження — 2500 м [18]
- Далекий кордон зони ураження — 5000 м[4]
- Маршова швидкість польоту ракети — 570 м/с[4]
- Сектор огляду головки самонаведення — 40 °[4]
- Час виходу наземного джерела живлення на режим (готовність до запуску) — до 5 сек.[4]

## Оператори
Наступні держави експлуатували вихідний чи експортний варіанти «Ігли-1» радянського виробництва у різний час:
- Збройні сили Алжиру[19]
- Збройні сили Анголи[20]
- Збройні сили Болгарії[13]
- Угорська народна армія → Збройні сили Угорщини[13]
- Збройні сили Іраку[20]
- Корейська народна армія[13]
- Народно-визвольна армія Китаю (дослідна експлуатація трофейних зразків)
- Збройні сили Польщі[13]
- Збройні сили СРСР (Не менше 3500 ПЗРК за станом на 1991)[21]
↘

- Збройні сили Білорусі
-  Збройні сили Казахстану
-  Збройні сили Молдови
- Збройні сили Російської Федерації
- Збройні сили України

- Чехословацька народна армія
↘

- Збройні сили Словаччини
- Армія Чеської Республіки

- Збройні сили Фінляндії[20]